# Puerto de Trípoli

## Historia
El puerto de Trípoli era muy pequeño en la Edad Media. Solamente en el siglo XX los italianos lo ensancharon, creando en 1925 un verdadero puerto con muelle de alta mar para barcos de alto calado. Este puerto, que es prácticamente el actual, fue incrementado con la instalación de estructuras para "hidroplanos" en 1937. El puerto sufrió muchos daños por bombardeos durante la Segunda Guerra Mundial. 
Actualmente el Puerto de Trípoli en Libia es el principal puerto de mar de Trípoli, la capital de Libia y es uno de los puertos más antiguos del Mediterráneo. El puerto atiende carga general, carga a granel y pasajeros. 
El Puerto de Trípoli tiene muchas terminales de carga y es capaz de atender varios buques a la vez. El puerto también cuenta con un club náutico y un "muelle de pesca".